# Avinguda dels Franctiradors
Avinguda dels Franctiradors en bosnià Snajperska aleja, coneguda en anglès com a Sniper Alley o Sniper Avenue) és el nom que rebia el Bulevard Mese Selimovica, una cèntrica avinguda de Sarajevo, a prop del riu Miljacka. Durant la Guerra de Bòsnia (1992- 1995), va ser presa per franctiradors serbis que disparaven contra qualsevol persona, tant civil com militar, que hi passés. L'avinguda connecta la zona industrial amb el centre històric de la ciutat. La primera víctima d'una llarga sèrie va ser Suada Dilberovic, un jove estudiant.
Aquest bulevard està envoltat d'edificis de gran altura que donaven als franctiradors un ampli rang de tret sense obstacles entre la víctima i el franctirador. A més dels edificis circumdants, les muntanyes properes també donaven un excel·lent punt de visió de la ciutat i el trànsit. Els franctiradors disparaven entre els clots dels murs o rere autobúsos i tramvies.
En aquest sector, tots els edificis i finestres tenien marques de les bales disparades, que a vegades no només eren de rifle, també eren d'armes semiautomàtiques i automàtiques. La carretera era obstruïda per contenidors de mercaderies, cotxes, autobusos i tramvies cremats, i blocs de ciment i pedra que no permetien travessar la via sense serpentejar aquests obstacles.
Encara que la ciutat romania sota un setge constant, la gent es mobilitzava per poder sobreviure, encara que això constantment implicava riscs. Els avisos de «Pazi Snajper!» (‘Compte,  franctiradors!’) hi eren comuns. Les úniques maneres de creuar aquest carrer eren esperar els blindats de les Nacions Unides i caminar en darrere i fer-les servir com a escuts; o travessar la via en automòbils a altíssimes velocitats esquivant els obstacles.
Segons un raport del 1995, els franctiradors van ferir 1030 persones i en van assassinar 225, de les quals 60 nens.
El 2022, el cineasta eslové Miran Zupanic va publicar el documental Sarajevo Safari que descriu el turisme de caça d'humans a Bòsnia. Estrangers pagaven fortunes per adisparar contra civils com a franctiradors.